# Lucer
Lucer is een historisch Frans motorfietsmerk.
De bedrijfsnaam was Lucer S.r.L, Hazebrouck/Nord.
Frans merk dat van 1953 tot 1957 Aubier Dunne- en Franse AMC-motoren gebruikte. Bijzonder was het model 573 LSA Ondine uit 1955, dat een kunststof frame had.